# ジュリオ・テルツァギ
ジュリオ・テルツァギ(イタリア語: Giulio Terzaghi, 1812年‐1864年12月20日)は、イタリアのイタリア統一運動時代の政治家、革命家、愛国者である。ミラノの5日間、ミラノ臨時政府（のちのロンバルディア臨時政府）で主導的な役割を果たした。ジュリオ・テルツァーギとも。

## 生涯
1812年、ジュリオ・テルツァギはパウッロの高貴な家に生まれた。当時パウッロはナポレオン体制下によりイタリア王国の領土であったが、ウィーン体制の確立とともにテルツァギが出生して間もなくオーストリア帝国を構成するロンバルド＝ヴェネト王国の領土となっていた。青年期になると商工業者・中産市民・職人階級などが集まって形成する政治グループ「民主派」に属し、オーストリア帝国支配からの脱却を志すようになる。
1848年3月18日、ミラノでは煙草への課税に反対した民衆のボイコット運動がオーストリア帝国支配への反発へと発展し、民衆反乱「ミラノの5日間」が勃発した。これは当初は民衆の無作為かつ無計画な反乱の様相を呈していたが、連邦制によるイタリア統一を目指す穏健派の中心人物カルロ・カッターネオが組織的な対オーストリア帝国戦争への発展を試みる。同じくイタリア統一に穏健的な思想を持っていたテルツァギは、それに共鳴。カルロ・カッターネオ、エンリコ・チェルヌスキ、ジョルジオ・クレリッチとともに「戦争評議会」を結成して、民衆反乱を組織的な抵抗に変えオーストリア帝国軍と戦うなど、主導的な役割を果たす。
サルデーニャ王国がオーストリア帝国とサラスコの休戦を結ぶと、ロンバルディアはオーストリア帝国に再度支配される。テルツァギは亡命を余儀なくされたが、第一次イタリア独立戦争終結後はヨーゼフ・ラデツキーにより免責され、ミラノへ帰還する事を許された。しかし1853年に勃発した小規模な民衆とオーストリア帝国との衝突「ミラノの反乱（1853年）」では、反乱分子として資産を没収された。
イタリア王国という統一国家が完成したのちの1864年の初めには、かつての功績がヴィットーリオ・エマヌエーレ2世により讃えられる。同じ年の12月20日には、ミラノにて死去。